# Robert Barton
Robert Childers Barton (14 mars 1881 – 10 août 1975) est un homme politique Anglo-Irlandais, nationaliste irlandais et agriculteur qui participe aux négociations menant à la signature du traité anglo-irlandais.

## Jeunesse
Il est le fils de Charles William Barton et Agnes Alexandra Frances Childers. Il épouse Rachel Warren de Boston, fille de Fiske Warren et est le cousin germain et ami proche d'Erskine Childers. Il est né dans le comté de Wicklow dans une riche famille foncière protestante irlandaise, de Glendalough House,. Formé en Angleterre à Rugby et à Oxford, il devient officier dans les Fusiliers royaux de Dublin au début de la Première Guerre mondiale. Il est en poste à Dublin pendant l'insurrection de Pâques de 1916 et entre en contact avec plusieurs de ses dirigeants emprisonnés à la suite alors qu'il est en service à la caserne de Richmond. Il démissionne de sa commission pour protester contre la répression brutale de la révolte par le gouvernement britannique. Il rejoint ensuite la Fraternité républicaine irlandaise.

## Politique
Lors des élections générales de 1918 à la Chambre des communes britannique, Barton est élu député du Sinn Féin pour Wicklow West. Comme tous les membres du Sinn Féin, il boycotte le parlement de Westminster et siège au Dáil Éireann (le Premier Dáil). Arrêté en février 1919 pour sédition, il s'évade de la prison de Mountjoy le jour de la Saint-Patrick (laissant une note au gouverneur expliquant qu'en raison de l'inconfort de sa cellule, l'occupant se sentait obligé de partir, et demandant au gouverneur de garder ses bagages jusqu'à ce qu'il l'envoie chercher). Il est nommé directeur de l'agriculture au ministère du Dáil en avril 1919. Il est repris en janvier 1920 et condamné à trois ans d'emprisonnement, mais est libéré dans le cadre de l'amnistie générale de juillet 1921.
En mai de la même année, avant sa libération, il est élu député du Sinn Féin pour Kildare-Wicklow lors des élections irlandaises de 1921 à la Chambre des communes d'Irlande du Sud. Une fois de plus, tous les membres du Sinn Féin boycottent ce parlement, siégeant en tant que Deuxième Dáil. En août 1921, il est nommé au cabinet en tant que secrétaire aux Affaires économiques.

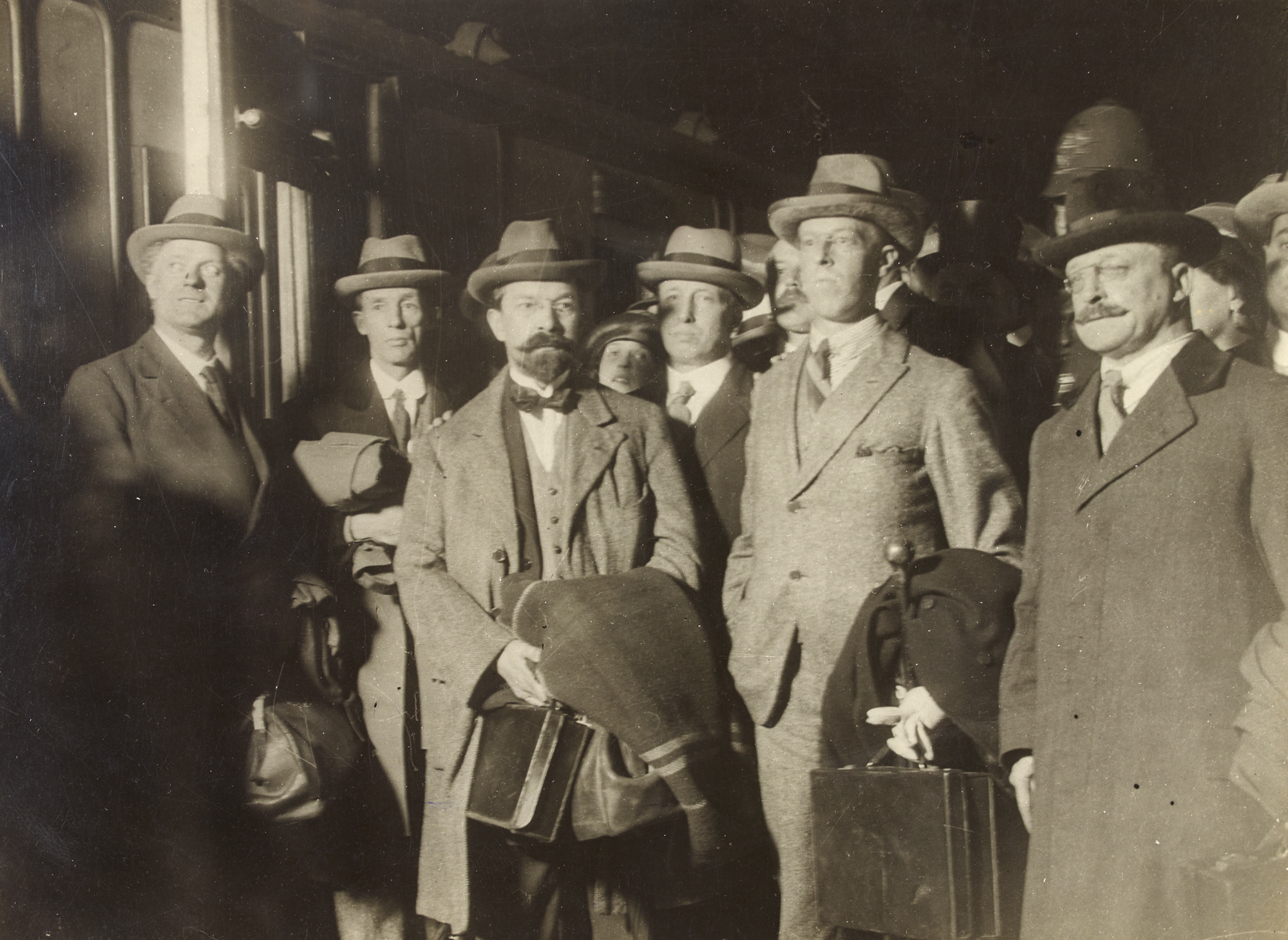
Barton avec d'autres membres de l'équipe de négociation (dont Childers et Griffith) en décembre 1921

Barton est l'un des plénipotentiaires irlandais à se rendre à Londres pour les négociations du traité anglo-irlandais,. Son cousin est secrétaire de la délégation. Barton signe à contrecœur le traité le 6 décembre 1921, le défendant « comme le moindre des deux outrages qui m'étaient imposés et entre lesquels je devais choisir ».
Bien qu'il ait signé le traité et voté pour celui-ci au Dáil, il se présente aux élections en juin 1922 pour le Sinn Féin anti-traité, le seul député à avoir voté pour le traité et remporte un siège au Troisième Dáil. Comme d’autres député anti-traités, il ne siège pas. En octobre 1922, il est nommé ministre des Affaires économiques dans le « gouvernement d'urgence » de de Valera, un gouvernement fantôme en opposition au gouvernement provisoire et plus tard au Conseil exécutif de l'État libre d'Irlande. Il est arrêté et interné pendant la majeure partie de la guerre au camp de Curragh.
Il est battu aux élections générales de 1923 et se retire de la politique pour le droit, exerçant comme avocat. Il est ensuite juge. Il est président de l'Agricultural Credit Corporation de 1934 à 1954. Barton est décédé chez lui dans le comté de Wicklow le 10 août 1975, à l'âge de 94 ans, dernier signataire survivant du traité anglo-irlandais. Éamon de Valera décède dix-neuf jours plus tard, le 29 août 1975.

## Glendalough House
Glendalough House, gérée par Barton, pendant plus de 70 ans jusqu'à sa mort, est toujours considérée comme l'une des propriétés les plus remarquables d'Irlande aux côtés du domaine Powerscourt à proximité. La maison est le centre de nombreuses réunions et rassemblements politiques de 1910 à 1922. Elle est le lieu de tournage de nombreux grands films hollywoodiens, notamment Excalibur, Il faut sauver le soldat Ryan et Braveheart,.
Le grand-père de Barton, Thomas Johnston Barton, qui a acquis Glendalough House en 1838, est le fils cadet de Hugh Barton, propriétaire des vignobles Langoa Barton et Léoville Barton en France et cofondateur de la maison de vin bordelaise Barton & Guestier. Les vignobles appartiennent désormais à Lilian Barton, une descendante du fils aîné de Hugh Barton,.